# Émetteur de Junglinster

L'émetteur de Junglinster est surtout connu comme site d'émission en grandes ondes utilisé par RTL sur la commune de Junglinster au Luxembourg. Ce site, le premier construit du futur groupe RTL d'un point de vue historique, sert également pour des émissions sur d'autres longueurs d'onde.

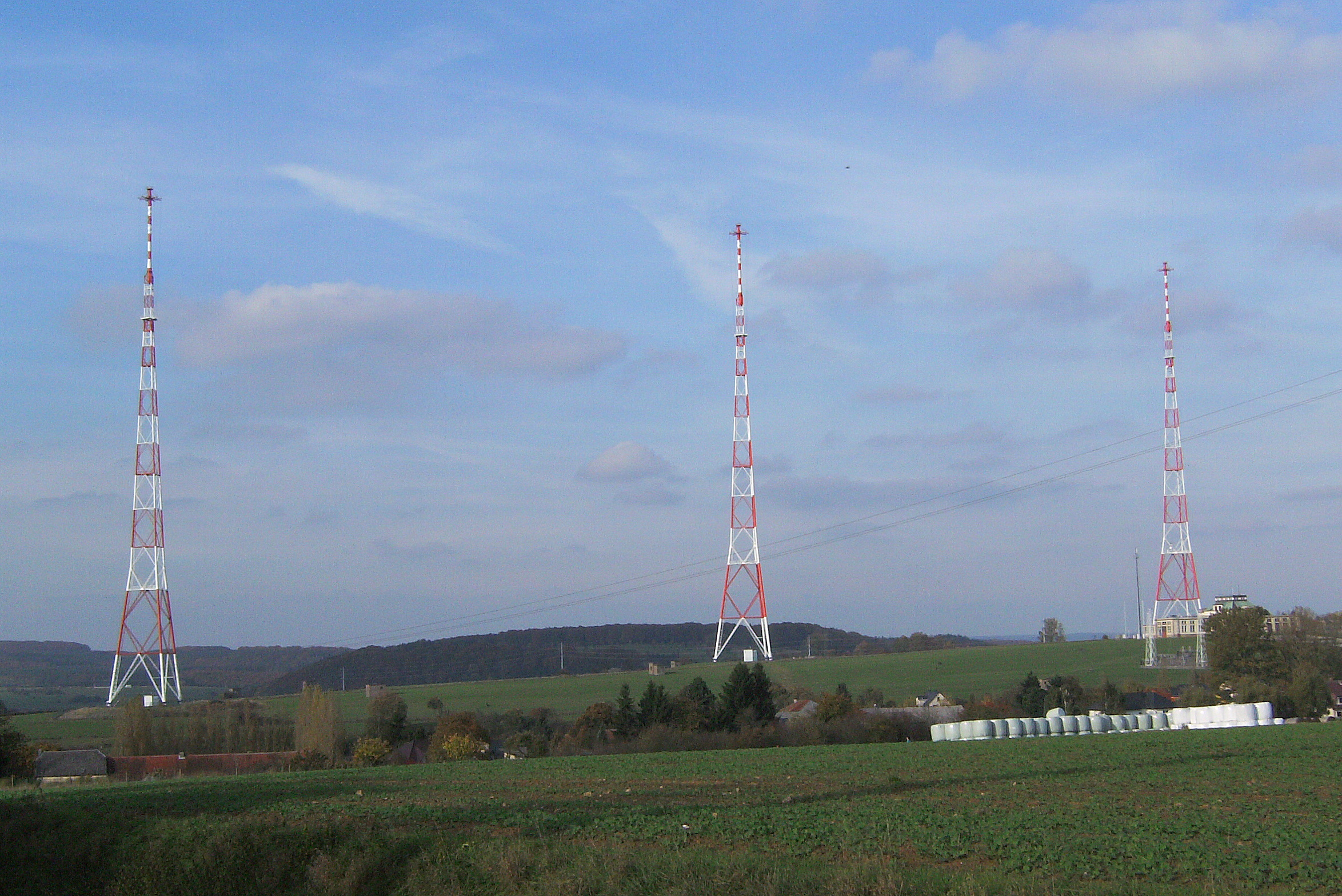
Vue générale du site d'émission de Junglinster. Antennes ondes longues, pylônes de 217 m.

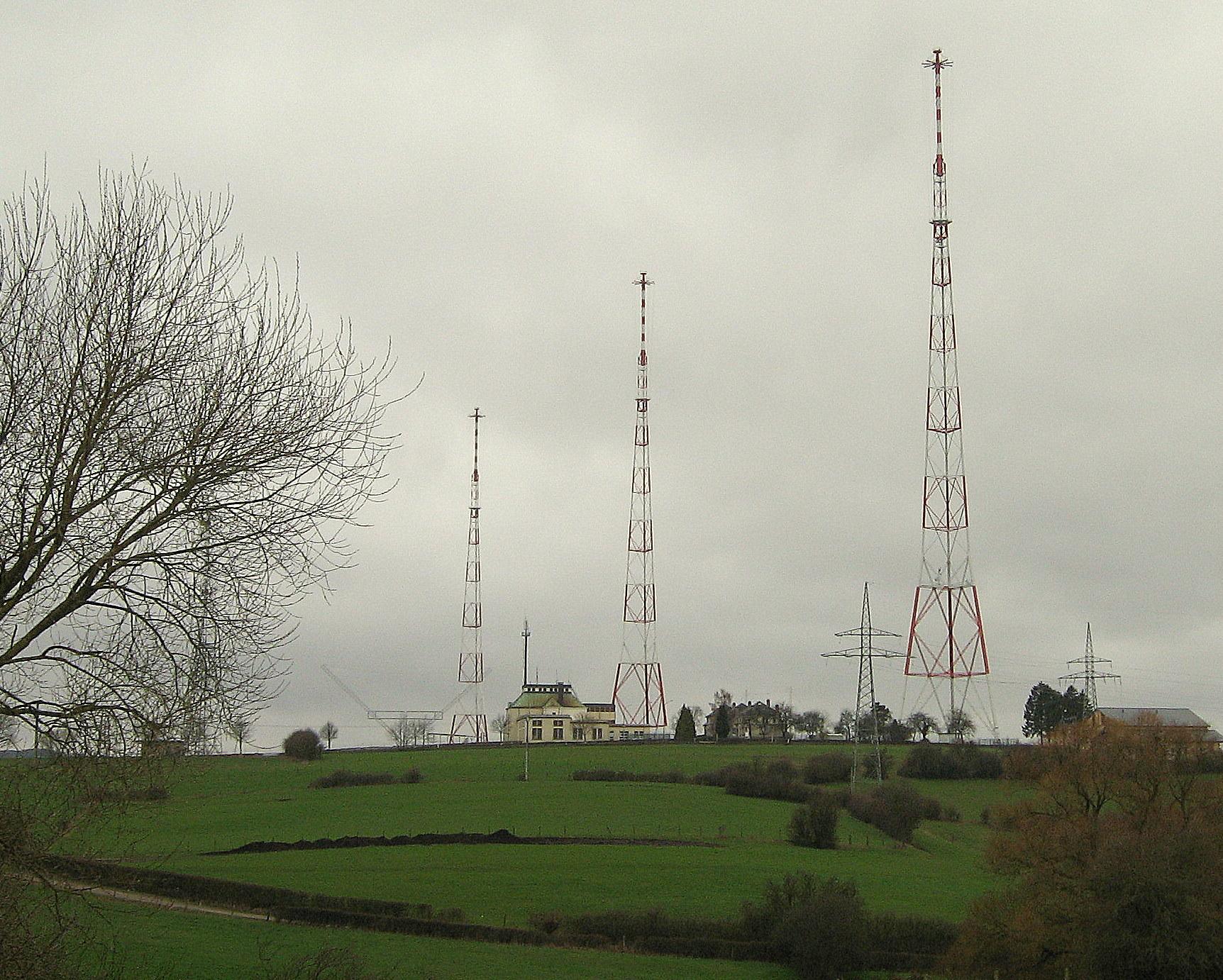
Emetteur de Junglinster (émissions en ondes longues et ondes courtes DRM): une autre vue générale du site.

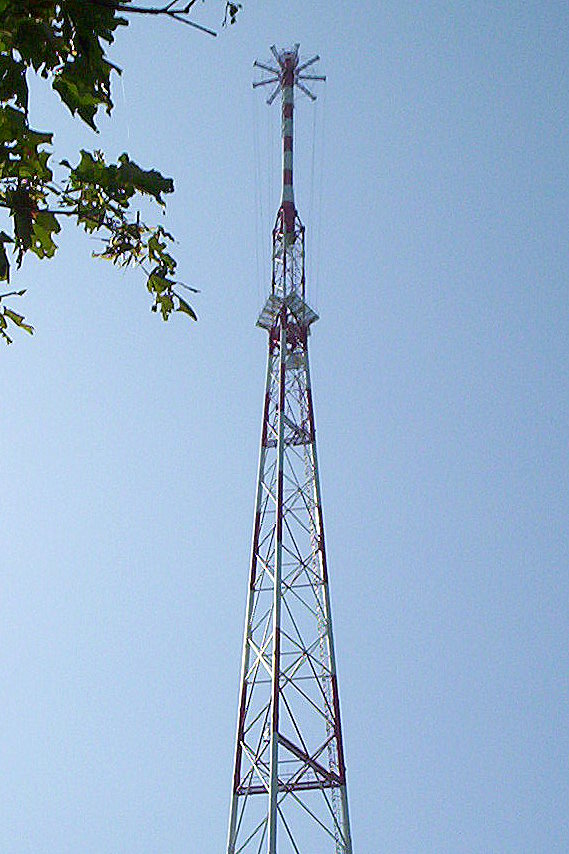
Détails de l'extrémité d'un pylône. Dispositif actuel avec treillage métallique, installé à la suite des modifications de 1983 avec démontage de segments.

## Aspects géographiques
La localité de Junglinster est située à une altitude d'environ 300 mètres et sa population avoisine les 2500 habitants. Elle se trouve à une vingtaine de kilomètres au nord-est de Luxembourg-ville, sur un axe routier important, en direction d'Echternach. La route principale longe le site, situé à l'est de la localité. Celle-ci était desservie par un chemin de fer a voie étroite (le "Charly") jusqu'au début des années 1950. La ligne contournait le site d'émission par le nord.

## Aspects historiques
La société titulaire de la concession est dénommée à l'origine Compagnie Luxembourgeoise de Radiodiffusion (CLR devenue par la suite CLT). Sa naissance puis son développement sont marqués par des influences politiques et économiques complexes. La première pierre de l'émetteur de Junglinster est posée le 7 octobre 1931. Les émissions d'essai débutent le 14 janvier 1933, avec utilisation de la longueur d'onde 1 191 mètres (soit approximativement 252 kHz ; par la suite, la fréquence utilisée est autour de 236 kHz). Les questions autour de la légalité des fréquences d'émission sont très discutées dans les conférences internationales à une certaine époque.
Durant la deuxième guerre mondiale, l'émetteur est réquisitionné par l'occupant nazi, Radio Luxembourg ayant interrompu ses activités en 1939. Peu avant la libération, un commando de l'armée allemande met l'émetteur hors d'usage mais les dégâts sont finalement limités, permettant une reprise des émissions quelques jours plus tard (contrairement à d'autres émetteurs en Europe qui sont détruits, comme celui d'Allouis en France). À la fin de la guerre, l'émetteur est utilisé, durant une période limitée, par l'armée américaine (voir Radio 1212). 
À l'issue de nombreuses luttes d'influences, dans le contexte difficile de l'après-guerre, les activités commerciales reprennent progressivement. Le programme est bilingue français et anglais jusqu'en 1951. Un émetteur ondes moyennes est construit au début des années 1950 avec diffusion de programmes en plusieurs langues, hormis le français (longueur d'onde 208 mètres, devenue célèbre notamment en Grande-Bretagne). L'émetteur ondes longues assure désormais exclusivement la diffusion de programmes en langue française. L'émetteur ondes moyennes est transféré à Marnach, au nord du pays, au milieu des années 1950.

## Aspects techniques
Le site comprenait autrefois plusieurs mats haubanés, à section constante, de 180 mètres de hauteur, construits par la société Barblé. Les antennes ondes longues visibles aujourd'hui datent de 1954 à 1959. Elles se composent de trois tours en treillis d'acier, avec base triangulaire à trois pieds, la partie la plus élevée étant circulaire et surmontée d'un treillage métallique. Ces tours forment un dispositif d'antenne directionnelle ; la hauteur des pylônes est de 250 mètres jusqu'au début des années 1980. Depuis cette époque, ils ne mesurent plus que 217 mètres. La fréquence utilisée depuis 1988 est 234 kHz. La puissance maximale actuelle des émetteurs Thomson est de 2x600 kW.
Depuis l'inauguration de l'émetteur grandes ondes de Beidweiler, au début des années 1970, celui de Junglinster est seulement un émetteur de réserve en disponibilité. La question de son utilisation future en mode DRM est posée, sur une fréquence probablement différente.
Le site comprend également des installations d'émission en ondes courtes, depuis la fin des années 1930. Plusieurs fréquences sont utilisées et plusieurs types d'antennes sont installés, dipôles ou rideaux. Depuis 2003, ce mode d'émission est effectué en mode numérique DRM, assurant la diffusion des programmes allemands et français (6095 et 5 990 kHz). Les durées d'émission ont cependant diminué au cours du temps. Les émetteurs Telefunken (Transradio depuis 2005) ont une puissance de 50 kW. La dernière antenne construite, directionnelle, est du type AHR 1/1/0.2 (Thomson Rigid Dipole System). Rappelons que des récepteurs spécifiques sont nécessaires pour recevoir ce type de signal.
La plupart des feeders sont souterrains. En plus des armoires électriques contenant les émetteurs, le bâtiment principal du site comprend deux groupes générateurs Diesel en cas de rupture d'alimentation. En 2012, deux générateurs AEG, datant de 1931, avec leur moteur diesel, ont été transférés à Dudelange (destinés au Musée de l'Énergie Industrielle).
Pour mémoire, le site de Junglinster a également comporté un émetteur en modulation de fréquence depuis la fin des années 1950 jusqu'au début des années 1970, date de son transfert à Hosingen, à proximité de Marnach. Le site a donc connu les principaux types de modulation analogiques au cours de son histoire et fait actuellement partie des précurseurs de la technologie numérique DRM...

## Galerie

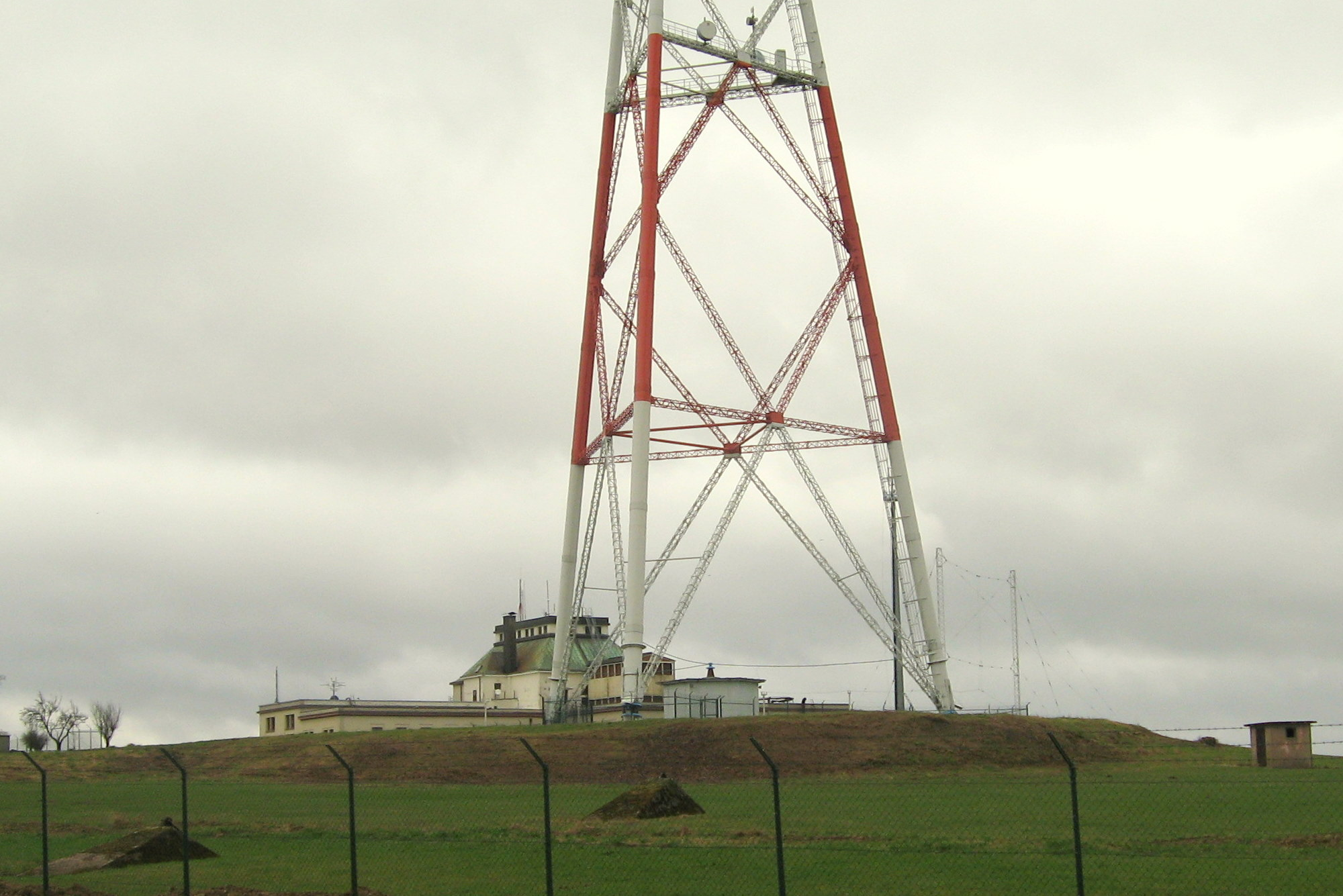
Au premier plan, vestiges d'anciennes installations (ancrages de hauban, cabine). Au deuxième plan : base d'un des trois pylônes de l'antenne ondes longues et système ondes courtes avec ancienne antenne rideau.
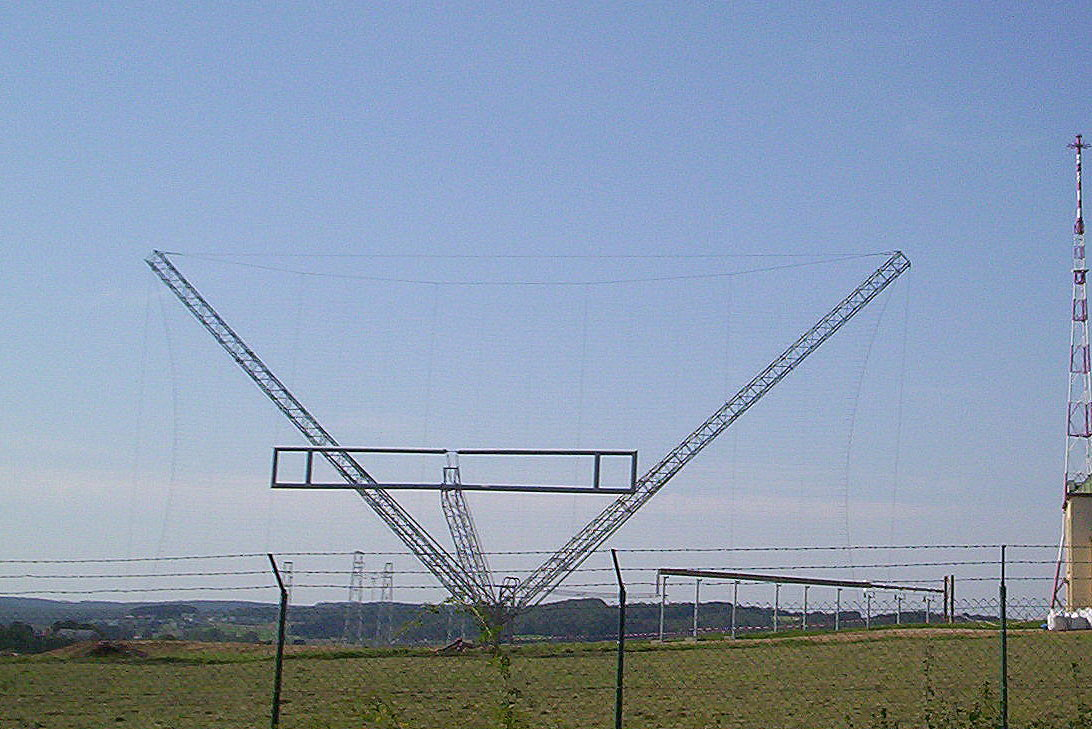
Antennes ondes courtes (DRM) à Junglinster. Un autre dispositif, moins récent, est visible à l'arrière plan à gauche.
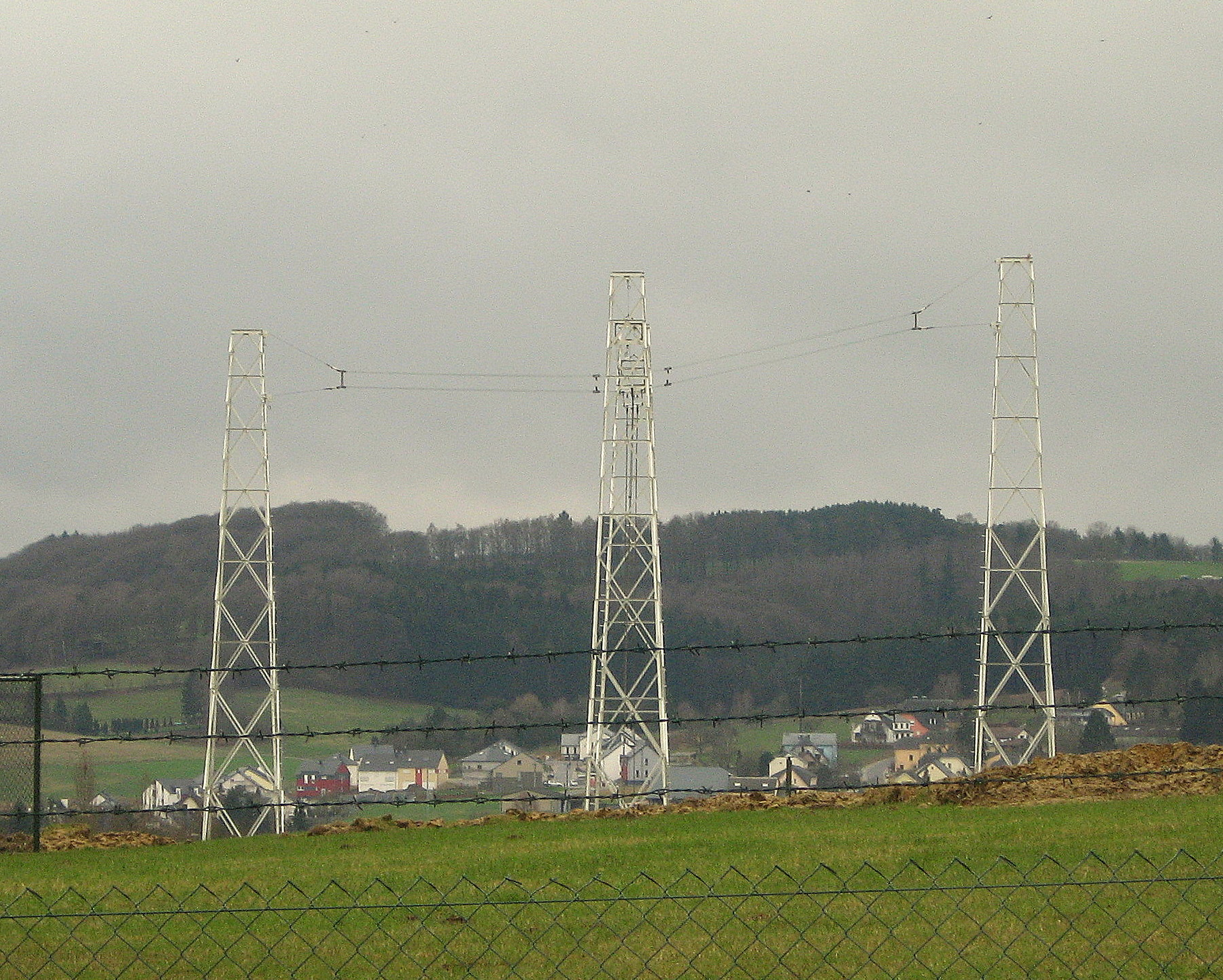
Antenne ondes courtes type HX 0.4.